# Hieracium carpathicum
Hieracium carpathicum es una especie de planta con flor del género Hieracium, de la familia Asteraceae, orden Asterales.

## Distribución
Hieracium carpathicum se distribuye por Checoslovaquia, Finlandia, Gran Bretaña, Rusia, Noruega, Polonia y Suecia.

## Taxonomía
Fue descrita científicamente por Bess. Fue publicada en Prim. Fl. Galiciae Austriac. 2: 154 (1809).